# 민처네벌드 일디코
민처네벌드 일디코(헝가리어: Mincza-Nébald Ildikó, 1969년 11월 8일~)는 헝가리의 펜싱 선수로 주 종목은 에페이다. 2008년 하계 올림픽에서 여자 에페 개인전 동메달을, 세계 선수권 대회에서 금메달 1개, 동메달 3개를 획득했다.
결혼 전 이름은 민처 일디코(헝가리어: Mincza Ildikó)였다.

## 개인사
2004년에 헝가리 국가대표 펜싱 선수 출신인 네벌드 죄르지와 결혼했다. 이후 2006년에 장녀 프런치슈커(헝가리어: Franciska)가 태어났고 2009년에 차녀 멜린더(헝가리어: Melinda)가 태어났다.

## 수상
- 올해의 헝가리 스포츠 선수(2008)
- 올해의 헝가리 펜싱 선수(1999, 2001, 2008)

### 수훈
- 기사십자 헝가리 공화국 공로장(2008년)